# Antonówka (Opole Lubelskie)
Antonówka [pronunciación en polaco: /antɔˈnufka/] es un pueblo en el distrito administrativo de Gmina Chodel, dentro del Distrito de Opole Lubelskie, Voivodato de Lublin, en el este de Polonia. Se encuentra aproximadamente 10 kilómetros al sudeste de Opole Lubelskie y 38 kilómetros al sudoeste de la capital regional, Lublin.
El pueblo tiene una población de 90 habitantes.